# Ronald Gašparík
Ronald Gašparík (* 17. Juni 2000) ist ein slowakischer Unihockeyspieler, der u. a. beim schweizerischen Nationalliga-A-Verein UHC Waldkirch-St. Gallen gespielt hat. Seit 2021 ist er in der tschechischen Livesport Superliga aktiv.